# PMG Presse-Monitor
PMG Presse-Monitor GmbH & Co. KG wurde im Jahr 2000 von führenden deutschen Zeitungsverlagen gegründet, um digitale Pressespiegel gegen Entgelt zu lizenzieren. Pressestellen, Agenturen und Medienbeobachter erstellen Pressespiegel aus unternehmerischen Gründen und verteilen sie in der Regel im eigenen Unternehmen, der eigenen Behörde etc. Die PMG stellt die umfangreichste tagesaktuelle Pressedatenbank im deutschsprachigen Raum zur Verfügung.

## Gesellschafter
Als Gesellschafter der PMG Presse-Monitor fungieren:
- Axel Springer
- Frankfurter Allgemeine Zeitung
- Gruner + Jahr
- Hubert Burda Media Holding
- SPIEGEL-Verlag Rudolf Augstein
- Süddeutsche Zeitung
- Handelsblatt Media Group
- BDZV – Bundesverband Digitalpublisher und Zeitungsverleger
- MVFP Medienverband der freien Presse[2]

## Unternehmensprofil
Die PMG Presse-Monitor hat ihren Sitz in Berlin. Insgesamt vermarkten über 800 Verlage Rechte und Inhalte für rund 4.000 Titel über die PMG. Die Inhalte der PMG Pressedatenbank können online nach Schlagworten durchsucht werden, was vor allem für Pressestellen und Kommunikationsabteilungen im Rahmen ihrer Medienbeobachtung von Interesse ist. 2016 führte die PMG mit PMG MediaMeter eine Plattform für die umfassende digitale Medienanalyse von Print-Publikationen ein.
Im Bereich der verwertungsgesellschaftspflichtigen Vergütungsansprüche für elektronische Pressespiegel kooperiert die PMG mit der VG Wort.

## Geschichte
Vor der Aufnahme ihres Geschäftsbetriebes im Jahr 2001 konnte die Entgeltung nicht oder nur schwer durchgesetzt werden, weil sich die Nutzung von Medienbeiträgen für Pressespiegel damals nicht gut kontrollieren ließ. Im Zuge der gestiegenen Bedeutung von Pressespiegeln im PDF-Format haben die Verlage diese urheberrechtliche Lücke geschlossen. Unmittelbar nach der Gründung der PMG untersagte das für die Rechtsaufsicht über die Verwertungsgesellschaften zuständige Deutsche Patent- und Markenamt (DPMA) der PMG zunächst die Tätigkeit. Die PMG ging gegen diese Untersagungsverfügung gerichtlich vor, weil sie der Auffassung ist, keine Verwertungsgesellschaft zu sein. Der Bayerische Verwaltungsgerichtshof (BayVerwGH) hob die Untersagungsverfügung des DPMA am 13. August 2002 auf.

## Geschäftsführer
Im März 2019 wurde als Geschäftsführer Ingo Kästner ernannt. Er folgt auf Oliver Graßy, der von 2011 bis 2019 Geschäftsführer der Gesellschaft war. 2020 berief die PMG Presse-Monitor Natascha Thomas als stellvertretende Geschäftsführerin.